# Historia del lesbianismo
El lesbianismo en la historia se ha hecho presente desde tiempos muy antiguos.
La identidad lésbica concebida como tal a través del tiempo, surgió más tarde que la masculina, ya que el desarrollo subcultural ha sido más lento debido al pensamiento de Occidente, la moral, las barreras religiosas, las creencias de la época y los miedos. Esta identidad sexual, considerada por gran parte del mundo durante muchos años como minoría, ha recibido diferentes tratos a lo largo de la historia.
Teniendo en cuenta el rol que el hombre ha ocupado históricamente, el lesbianismo ha sido menos difundido públicamente que la homosexualidad masculina. Aún existiendo durante toda la historia humana en la mayoría de las culturas antiguas, la presencia lésbica ha sido considerada como inexistente o desvalorizada, a diferencia de la homosexualidad masculina, que si bien no era aceptada, sí fue reconocida. Recientes estudios realizados en Estados Unidos demuestran que las relaciones femeninas han destacado la fuerza y la consistencia de lazos existentes entre mujeres, en donde la relación sexual puede o no haber desempeñado un papel importante.
Según la filósofa americana Judith Butler, la exclusión opera mediante la creación de un dominio de sujetos desautorizados, presujetos, de poblaciones borradas del panorama visual; y las lesbianas han ocupado ese dominio de sujetas borradas de lo posible de imaginar. Otra de las causas del poco conocimiento público sobre el lesbianismo se da en la errónea concepción social del mismo. Lillian Faderman asegura que hasta fines del siglo XIX, la sociedad no solo toleraba sino que fomentaba el amor entre mujeres (lo que entonces se conocía como "amistad romántica") a menos que esa relación pasara a un plano sexual o alguna de ellas intentara usurpar el rol masculino.

## Grecia antigua

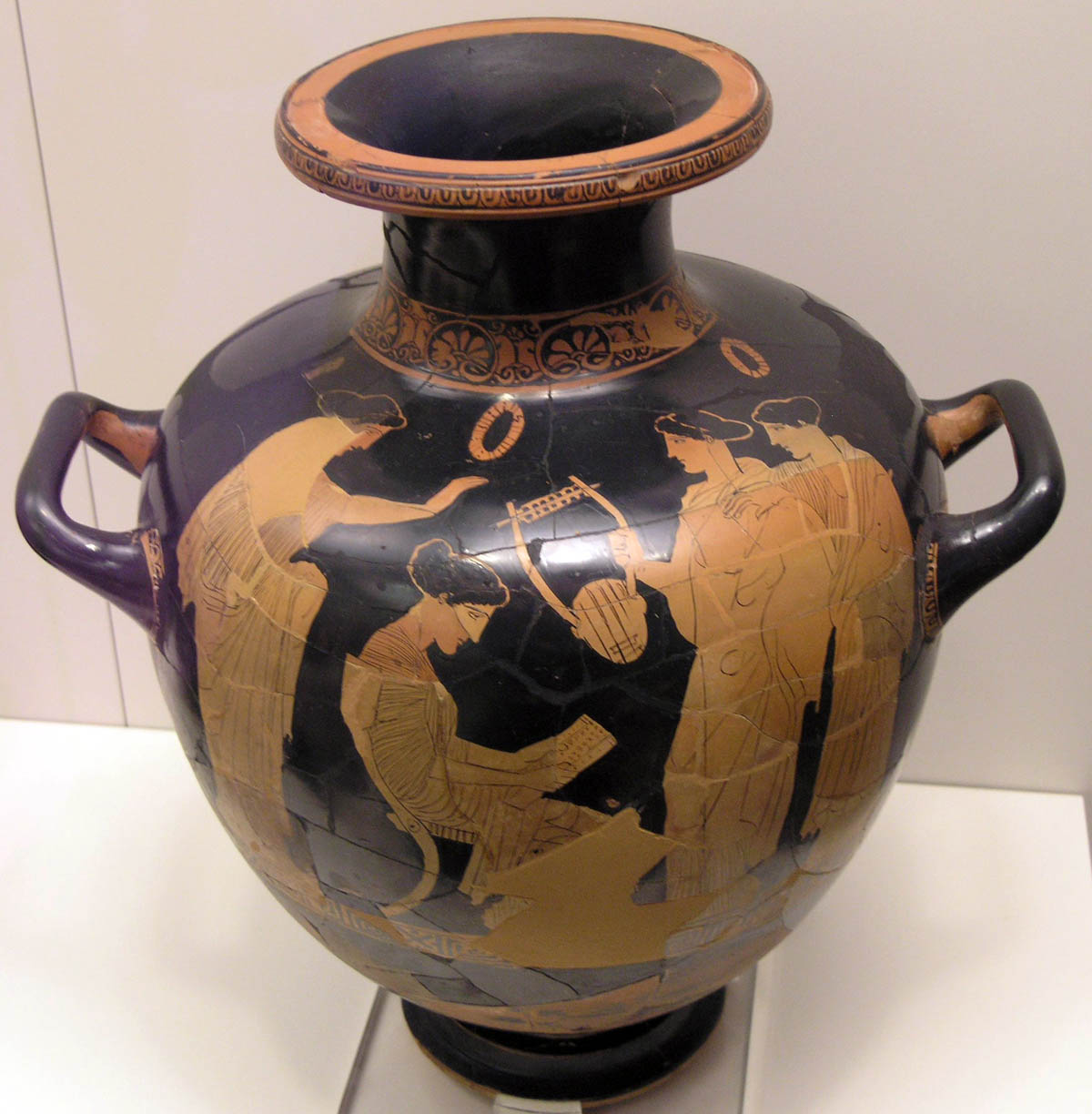
Safo, leyendo un poema junto a sus discípulas.

Las referencias escritas más antiguas de amor entre mujeres datan de la Grecia antigua. Safo (el epónimo de "safismo"), originaria de la isla de Lesbos, representa uno de los principales iconos lésbicos de la historia. Compuso poemas en los cuales expresaba su atracción sexual hacia otras mujeres, pero algunos escritos también la describen como una persona que mantuvo asimismo relaciones con hombres. Máximo de Tiro escribió que las relaciones de Safo con otras mujeres en su escuela eran platónicas. Los estudiosos modernos sugieren un paralelo con las concepciones del amor entre hombres y jóvenes en la antigua Grecia y las amistades entre Safo y sus estudiantes, en las cuales "tanto la pedagogía como la pederastia pueden haber tenido sus roles en el hecho". De cualquier manera, la importancia de la obra y los intereses personales de la poetisa han sido tales que el término safismo se ha convertido en sinónimo de lesbianismo desde la época victoriana.

## Oriente
En el código de Hammurabi existen datos que comprueban la presencia de mujeres con inclinaciones lésbicas. Se reconoce un tipo aparte de mujer llamada salzikrum, palabra que significa "hija hombre". Poseía muchos más derechos hereditarios que mujeres comunes y, tal como una sacerdotisa, podía heredar gran parte de los bienes paternales, mientras que una mujer común no podía hacerlo. Esto podía ofrecer la posibilidad de que ella pudiese comenzar una familia con una o varias esposas.

### China
En la antigua China, se ha tenido una cierta tolerancia hacia el lesbianismo. Una de las razones más importantes es que las mujeres aportan el Ying (substancia o energía necesaria para el cuerpo), por lo que la idea de la masturbación femenina según este tren de pensamiento era la de un acto inofensivo. Algunos historiadores, como John Boswell, han descubierto ciertos elementos que denotan la existencia de relaciones homosexuales femeninas. Un ejemplo de esto figura en las palabras pronunciadas por Ying Shao (140–206), "Cuando dos mujeres se relacionan entre sí como marido y mujer, se denomina esa situación como dui shi’".
La palabra mojinzi ("espejos frotándose") se utilizó para describir las actividades lésbicas, tomando como idea a dos espejos frotándose uno contra el otro (o sea, formas similares sin protuberancias) representando a los órganos sexuales femeninos.
Se han encontrado también casos de la Corte en donde se realizaban casamientos grupales de lesbianas y las denominadas "Asociaciones de la Orquídea dorada", cuyas zonas más activas se hallaban en Shunte, Fanyu y Sajiao. La membresía para tal grupo era exclusivamente femenina y hubo miembros que vivieron en pareja durante toda su vida. Algunos miembros se casaban con hombres pero continuaban manteniendo relaciones lésbicas después del matrimonio, evitando los hogares junto a sus maridos lo máximo posible Y aquellas que eran forzadas a quedarse en sus casas con sus maridos, se suicidaban. Estas agrupaciones sobrevivieron hasta el siglo XX e incluían ceremonias de casamiento e intercambio de presentes entre "esposa" y "marido". Dichas mujeres podían incluso adoptar niñas, que a su vez podían heredar de sus adoptantes.

## Edad Media

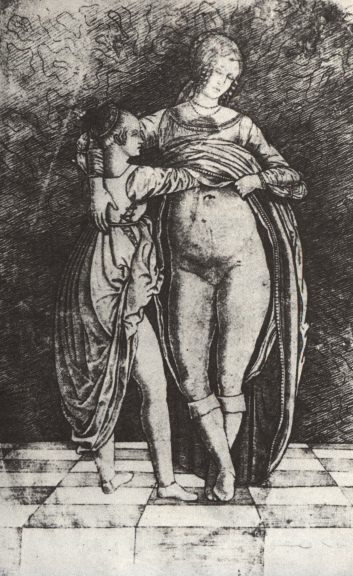
Grabado del de Giovanni Antonio da Brescia.

En la Edad Media europea, siglo V al XIV, la condición homosexual fue reprimida y ocultada. Por lo tanto es difícil encontrar casos y datos con referencias históricas sobre relaciones erótico-amorosas entre mujeres. Las principales fuentes son los archivos eclesiásticos (sermones, homilías, encíclicas, concilios, catecismos) y jurídicos (procesos judiciales, denuncias, sentencias). 
Los Concilios de París (1212) y Ruan (1214) prohibían a las monjas, a fin de evitar la tentación, dormir juntas y se exigía que una lámpara ardiese toda la noche en los dormitorios. En los siglos subsiguientes, XVI, XVII y XVIII, las relaciones sexuales entre monjas eran un tema recurrente en la literatura de la época, sobre todo en los países protestantes y círculos católicos. Existen novelas cortas y poemas que de alguna forma documentan sobre estas relaciones sexuales entre monjas dentro de los conventos.

### Legislación medieval
Hasta época reciente se creía que el lesbianismo había sido ignorado por las leyes civiles. Estudios más modernos tienden a desmentir el hecho, a pesar de que todavía es necesaria mucha más investigación. La primera ley civil que condenaba el lesbianismo fue el código de Orléans, el Li Livres de jostice et de plet (1260). La ley condenaba a los sodomitas masculinos a la pérdida de los testículos a la primera ofensa, del miembro en la segunda y a la quema en la hoguera a la tercera. La ley fue ampliada para incluir a las mujeres:

Feme qui le fet doit à chescune foiz perdre membre, et la tierce doit estre arsse.
Mujer que lo hace debe perder cada vez un miembro y a la tercera deber ser quemada
Li Livres de jostice et de plet (1260)

No está claro que significa exactamente «perder cada vez un miembro».
Sin embargo, sería Cino da Pistoia quien en 1314, con la publicación de su Comentario, interpretaría por primera vez el derecho romano de forma condenatoria para el lesbianismo. Da Pistoia interpretó una oscura ley de Diocleciano y Maximiano, la Lex foedissiman de 287 d. C., que condenaba la prostitución y las mujeres libertinas, para condenar a las mujeres que tenían relaciones con otras mujeres. En 1400 Bartholomeo de Saliceto retomó esta interpretación de la Lex foedissiman para condenar el lesbianismo a la pena de muerte. Las Lecturas de Saliceto se convertirían en una referencia para toda Europa, cuya legislación se basaba en la romana, hasta el siglo XVIII.

## En el cristianismo
Las referencias que se hacen al lesbianismo en la Biblia son abiertas a distintas interpretaciones. Existe una historia bíblica que puede ser considerada como la más temprana en términos lésbicos: el amor entre Noemí y Rut. Aunque trataba de amor familiar, también puede ser interpretado como una viva declaración de amor en sentido más explícito: “Respondió Rut: No me ruegues que te deje, y me aparte de ti; porque a dondequiera que tú fueres, iré yo, y dondequiera que vivieres, viviré. Tu pueblo será mi pueblo, y tu Dios mi Dios. Donde tú murieres, moriré yo, y allí seré sepultada; así me haga Yavé y aun me añada, que sólo la muerte hará separación entre nosotras dos.” Ruth 1:16-17
Aun así, el cristianismo ha concebido al lesbianismo como un acto "contranatura" para las relaciones entre mujeres. En el año 1073, todas las copias de los poemas de Safo fueron quemados en Roma y Constantinopla por orden de la Iglesia Católica.
En el siglo XVI, Gregorio López en su edición y comentario de las Siete Partidas (Salamanca, 1555) escribía en el titulado "Omes en la Setena Partida" que "aunque dice la ley, hombres, se incluye también a las mujeres tanto cuando una con otra haga contra natura como cuando varón con hembra haga el coito contra natura [...], así pues el pecado femenino es posible y ha de ser castigado". A pesar de esto, la ley divina o la secular no castigaba el coito entre dos mujeres pero recibirían una pena menos severa que la hoguera, a menos que se utilizara algún elemento para emular un miembro reproductor masculino durante el sexo. Hasta 1560, el Tribunal Supremo Inquisitorial de Madrid no reconocía casos de lesbianismo sin el uso del mencionado "instrumento", a pesar de acusaciones al contrario. En la primera década del siglo XVI, es conocido el caso de Catalina de Belunza y Mariche, en el cual el fiscal general de San Sebastián acusa de "penetrarse entre sí como lo harían un hombre y una mujer desnudas, en la cama, tocándose y besándose, la una encima del vientre o la panza de la otra, un crimen que habían perpetrado en numerosas y diversas ocasiones". Tras apelación, el Tribunal Supremo terminó retirando todos los cargos.

## América
Tras el primer encuentro de los conquistadores europeos con el continente americano, se comienza un registro a modo de crónica sobre el comportamiento de los nativos, siendo la sexualidad uno de los aspectos que más escandaliza. En estos textos se menciona la sodomia foeminarum, lo cual representa una prueba fehaciente de la existencia de prácticas homosexuales en varias etnias del continente americano. Puntualmente, el jesuita Pêro Correa escribe:

"Hay aquí muchas mujeres que realizan oficios de hombres y tienen otras mujeres con las que están casadas"
Pêro Correa, 1551.

Hacia 1576, Pêdro de Magalhães de Gândavo se refiere a relaciones homosexuales de mujeres tupinambás

"Algunas indias de esta región juran y prometen castidad y así no se casan ni conocen hombre de ninguna calidad, ni lo consentirán aunque por eso las maten. Estas dejan todas las actividades de mujeres e imitan a los hombres y realizan sus oficios como si no fuesen mujeres. Traen el cabello <cortado como los machos, van a la guerra y de cacería con arcos y flechas ... y cada una tiene una mujer a su servicio y que le hace de comer como si estuviesen casadas."
Pêro de Magalhães de Gândavo.

Durante el siglo XVIII otros europeos, misioneros y exploradores describían a personas del Tercer sexo como berdaches, tanto en los casos femeninos como masculinos. Para las mujeres específicamente, se relata que vestían ropas de hombre y participaban en actividades guerreras, de caza y otras que su cultura consideraba masculinas, como la confección de armas; pero además tenían esposas o compañeras duraderas.
Según investigaciones del ensayista argentino Jorge Salessi, la representación de la homosexualidad fememina en Argentina a principios del siglo XX dentro de la política constitucional y la higiene, se basó en la propagación de un "pánico homosexual", ansiedad cultural producida, promovida y utilizada para controlar a la población, siendo las prácticas lésbicas consideradas como "peligrosas por la cultura patriarcal y burguesa hegemónica".

## Durante el nazismo
Con penas más leves que los homosexuales varones, en Alemania las mujeres lesbianas debían llevar sobre su pecho la insignia del triángulo negro dentro de los campos de concentración nazi. En 1935 un juez rehusó incluir una pena a lesbianas, ya que según su argumento, eran "más difíciles de detectar". Durante el régimen de Hitler, cualquier marido podía denunciar a su mujer y a otras por conductas homosexuales. Ana Frank, incluso, en su diario escribe sobre sus deseos con otras mujeres y su atracción por ellas.

## Era contemporánea
La palabra "lesbiana" se instituyó en 1975, durante la conferencia del Año Internacional de la Mujer, por influencia feminista. El periódico Excélsior informó en primera plana el 24 de julio: "Defendían chicas de E.U. el homosexualismo", y más adelante precisa: "Un grupo de escritoras mexicanas pidió a la Tribuna del Año Internacional de la Mujer que se trataran asuntos realmente trascendentes para que la Asamblea no se convirtiera, a base de temas banales, en un show". La palabra Lesbianismo aparece luego en páginas interiores.

### En Asia
En 2005, Kanako Otsuji, una exmiembro de la Asamblea de Osaka, hizo público su lesbianismo tras la publicación de su libro, acto que le impulsó a trabajar por los derechos LGBT en su país.
Recientemente en China, el lesbianismo ha adoptado los roles de "hombre" y "mujer" al estilo de "butch y femme", originario de Estados Unidos. Los roles de pasivo y activo son seriamente respetados, a tal punto de crear un sistema social dentro del grupo.
En el 2006 se creó la primera asociación de lesbianas y homosexuales y se inauguró una línea telefónica de ayuda para lesbianas, inédito en aquel país. Según datos, la mayoría de las lesbianas chinas no hacen pública su orientación sexual y muchas veces caen en la prostitución o en situaciones en las que es fácil contraer el virus del sida o enfermedades de transmisión sexual.

### En Latinoamérica
El Códice Florentino, una obra enciclopédica sobre los aztecas y otros pueblos de Centroamérica terminada en 1577, contiene una sección sobre la homosexualidad azteca. El libro diez del Codex cubre tanto la sexualidad masculina como la femenina; Geoffrey Kimball proporciona una guía de terminología y una nueva traducción de esta fuente. Según Kimball, el contexto del término náhuatl clásico xōchihuah ("dueño de las flores") parece denotar un "homosexual de cualquier sexo". Otra palabra, patlācheh, parece referirse específicamente a una lesbiana.
La traducción de Kimball incluye el siguiente extracto:
```
    Ella es poseedora de flechas; una dueña de dardos.
```

```
    Ella es poseedora de compañeras, una que se empareja con mujeres,
```

```
    ella es la que se hace amiga de las mujeres, la que se provee de varias jóvenes,
```

```
    ella es la que posee varias mujeres jóvenes.
```

Aunque el texto continúa con otras descripciones poco favorecedoras de una mujer que mantiene relaciones sexuales con otras mujeres, "las injurias contra la mujer homosexual son mucho menos estridentes que contra el hombre homosexual". Kimball agrega que la primera línea de este extracto "puede referirse a una mujer que viola el estereotipo del rol sexual, o puede tener alguna otra referencia, que en la actualidad aún no se comprende".
Juana Inés de la Cruz (12 de noviembre de 1648 - 17 de abril de 1695) fue una prolífica erudita, poeta, escritora y protofeminista conocida por sus agudas críticas a la misoginia. También "dirigió a tres virreinas más de cuarenta poemas de amor apasionados, a menudo juguetones". La naturaleza romántica de estos poemas ha sido debatida por académicos durante décadas, pero Amanda Powell argumenta que las lecturas no románticas de la obra de la Cruz se derivan de supuestos históricos y modernos de heterosexualidad. Por ejemplo, Redondilla 87 de De la Cruz, que enumnera con entusiasmo las cualidades de una mujer llamada "Feliciana", podría leerse de manera homoerótica.
Felipa de Souza (1556–1600) fue una mujer que tuvo relaciones románticas con otras mujeres durante la era colonial brasileña. Fue acusada de sodomía, lo que la llevó a ser víctima de la Inquisición católica.
La existencia de una relación lésbica entre Anne Bonny y Mary Read es objeto de debate.

## En el feminismo

### Orígenes
Dentro del movimiento LGBT en Estados Unidos, las mujeres, considerando que la imagen activista homosexual estaba dominada por hombres, decidieron unirse y crear sus propias organizaciones de mujeres. Es así como las campañas de defensa de los derechos homosexuales se encontraron con la realidad feminista, en defensa del lesbianismo. Las más radicales incluso mantenían su forma de pensar con respecto al lesbianismo como estandarte político.
El lesbianismo feminista surge en la década de los setenta, conjuntamente con la revolución del pensamiento político a nivel internacional durante el cual se comenzaba a gestar el hippismo, la liberación sexual, el ecologismo, el pacifismo y el antirracismo. Fueron éstas algunas de las expresiones políticas más importantes de la época, dando lugar a lo que luego se llamó "nuevos movimientos sociales".

### Europa
Dentro del movimiento feminista y lésbico, algunas mujeres en España de la década de 1980, estudiaron, escribieron e intentaron conocer y acercar a través de traducciones, los debates que se producían sobre el lesbianismo en otras partes del mundo, sobre todo en los países anglosajones. A través de este conocimiento, impulsaron con jornadas, encuentros y publicaciones el debate serio y una reflexión fértil dentro del movimiento feminista y lésbico.

### Latinoamérica
Los primeros se encontraron ligados a grupos de izquierda, quienes se concentraban junto a estos en lo que la época definía como grupos marginales, siendo la clase social el punto de análisis de la denominada cuestión homosexual.
En México, en donde los roles sexuales tradicionales justifican en el hombre la idea de poseer una "mujer-objeto", las lesbianas eran casi personajes de ciencia ficción en la cultura sexual de ese país, pero tras la explosión de procesos contraculturales y los movimientos de jóvenes, se comenzaron a dar una serie de cambios mediante exploración y a una visión distinta a la versión tradicional del país. Es así como se comienzan a escuchar, por ejemplo, canciones de contenido homosexual femenino en la radio, la televisión y el cine.
A partir de la conferencia de 1975, los grupos de lesbianas comenzaron a organizarse en grupos luego de presentar a las coordinadoras de este acontecimiento, de forma anónima, la denominada "Declaración de las Lesbianas de México". 
De esta forma, el feminismo lésbico ha ido mano a mano junto al activismo LGBT para que la opinión pública dejase de referirse a la homosexualidad como una "perversión" o como un delito.

## Igualdad de derechos
Como se ha mencionado anteriormente, se han encontrado documentos y crónicas sobre uniones lésbicas a lo largo de la historia. Aun así, la comunidad homosexual femenina ha logrado ciertos cambios en este último siglo con la aprobación de uniones civiles del mismo sexo en el mundo. Son más de 30 los países en los que los homosexuales son reconocidos en menor o mayor parte por la ley, pero esto contrasta mucho cuando todavía se sigue penando con cárcel e incluso pena de muerte.
Mientras que en Canadá se legalizaba en 1997 la adopción de parejas homosexuales, la Corte Suprema de Justicia de la Unión Europea se movilizaba por un caso entre una empleada lesbiana y una compañía británica de ferrocarriles al ser rechazado su derecho de beneficios de viaje en la compañía para su pareja, hecho que no hubiese presentado problemas con una pareja del mismo sexo, incluso sin estar casados. El mismo año, en Nueva Zelanda se negó la licencia para contraer matrimonio a tres parejas lesbianas. 
Hechos de pequeña envergadura pero gran relevancia dentro del movimiento lésbico son expuestos a la luz, como en 2002, cuando un sheriff en Escocia, Noel McPartlin, accedió a brindar derechos de adopción a una pareja lesbiana en abril del 2002.

## Simbología

### Labrys

El labrys, asociado con el poder femenino y matriarcal.

En estos últimos años, se ha utilizado el labrys, hacha de doble hoja, para representar a la cultura lésbica. El origen del uso es aún desconocido, pero una teoría sugiere que su empleo se remonta al uso que las guerreras amazonas le dieron en sus batallas, en varias culturas, como la escita. Según la mitología griega, la amazona Pantariste junto a su grupo guerrero buscaban a Heracles y a sus soldados para vengar la muerte de Hipólita. Cuando alcanzaron a los capitanes del semidiós, Pantariste acorraló a Tiamides y cortó su cabeza utilizando su labrys. El labrys, como se lo conoce hoy, representa un símbolo de la fuerza y la autosuficiencia lésbica y feminista.
Otra teoría remonta su uso a la civilización minoica (año 3000 al 1100 a. C.) ubicada en la isla de Creta. Excavaciones realizadas a principios del siglo XX han revelado el uso del hacha doble decorando el que se supone aún fue el recinto principal del palacio de Knossos. Aunque el reino estaba compuesto por un rey y una reina, el poder se centraba principalmente en la figura matriarcal del mismo. Su religión se centraba alrededor de una diosa con el torso desnudo, quien se cree fue la protectora de las mujeres en aquel tiempo. Esta diosa se representa con serpientes extendiéndose desde sus manos, símbolo de la fertilidad y la agricultura, y rodeada por devotas con hachas de doble hoja, las cuales eran utilizadas para labrar la tierra.

### Doble Venus

Doble venus, representando el amor lésbico.

Es un símbolo de género, utilizando el símbolo astrológico de Venus, relacionado con la femineidad, en su doble forma para simbolizar el amor del mismo sexo. Se usa desde la década de los 70. Más adelante, esto causó problemas entre ciertos grupos de mujeres en el movimiento feminista y lesbianas, ya que las activistas feministas empleaban el mismo símbolo para representar la hermandad de las mujeres en la lucha.

### Triángulo negro

Triángulo negro, símbolo impuesto a las lesbianas durante el régimen Nazi.

Durante el régimen Nazi, las mujeres que eran arrestadas por "comportamiento antisocial", es decir, congeniar con actividades lésbicas, feministas y/o de prostitución, debían llevar este símbolo para ser identificadas del resto. Se encarcelaba a aquellas que no se conformaban con el ideal nazi de la mujer de hogar que cocinara, limpiara, criara niños y fuese pasiva.
Tal como sucedió con el triángulo rosa en la simbología homosexual masculina, algunos grupos de lesbianas y feministas han reclamado en similar medida el triángulo negro como símbolo de orgullo y solidaridad entre pares y a su vez, como recordatorio de las mujeres lesbianas asesinadas durante el período del holocausto.

## Personalidades destacadas

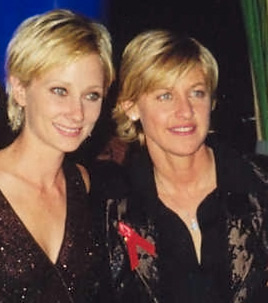
Ellen DeGeneres y Anne Heche en una presentación pública juntas como pareja, en los Premios Emmy 1997.

En la historia mundial, se han confesado abiertamente lesbianas varias artistas tanto en las artes como en política a lo largo del tiempo. Existe una tendencia a suponer que todas las mujeres importantes del pasado han sido heterosexuales, y en sus biografías generalmente se silencia o ignora el hecho de que tuvieran relaciones afectivas con mujeres. Entre varios casos, uno de los primeros documentados, es el de las relaciones que mantuvo con mujeres la escritora Jane Addams (1860-1935), quien fue la primera mujer que presidiese la Conferencia Nacional del Trabajo Social en los Estados Unidos a comienzos del siglo XX. Emily Dickinson (1830-1886) también es otra de las mujeres que han pasado a la historia como una solterona extraña y asexuada. Eleanor Roosevelt, primera dama de Estados Unidos en los años 30, mantuvo correspondencia de fuerte carácter homosexual con diversas amigas íntimas, y esta evidencia ha sido ocultada cuando no destruida. El mismo tipo de censura se realizó en las referencias acerca de la sufragista Susan B. Anthony (1820-1906) y su pareja, con quien mantuvo una relación por 50 años, Elizabeth Cady Stanton. Y Ruth Benedict (1887-1948), quien fue pareja de su colega antropóloga Margaret Mead, formó una de las parejas lésbicas más destacadas del siglo XX en los Estados Unidos.
Anne Lister (1791-1840) es considerada la "primera lesbiana de la era moderna" por las anotaciones de su vida íntima en su diario, con aproximadamente cuatro millones de palabras.
En 1992, la cantante country K.d. lang salió del armario en la revista The Advocate convirtiéndose en una de las primeras mujeres en la década de los 90 en definir su sexualidad y dedicar gran parte de su tiempo como activista por los derechos LGBT. Durante el mismo año, fue portada de la revista Vanity Fair junto a Cindy Crawford en la cual mostraba una actitud altamente sensual.
En 1997 Ellen DeGeneres causó gran impacto social en los Estados Unidos cuando confesó públicamente su relación lésbica con la actriz Anne Heche.